# Legundi
Legundi (o Lagoendi) è un'isola indonesiana situata nello stretto della Sonda tra Giava e Sumatra. È una delle isole più grandi dello stretto e si trova all'estremità occidentale della baia di Bandar Lampung, nella provincia di Lampung (Sumatra).
A causa della natura tropicale dell'isola e della vicinanza all'Equatore, le stagioni non sono molto distinte e le temperature sono pressoché costanti. Ottobre tende ad essere il mese sia più umido che più caldo, con una temperatura media di 32 °C, mentre il mese più freddo è giugno, con una media di 20 °C.
Sebbene non sia molto distante da Sumatra, Legundi è scarsamente popolata, presentando una densità di circa 80 abitanti per chilometro quadrato. Essendo poco popolata, l'agricoltura non è mai stata praticata su vasta scala e pertanto le foreste sempreverdi e semi-decidue dell'isola sono rimaste in gran parte intatte. L'isola di Tabuan si trova 40 km ad ovest.